# Plaza de la Libertad de Prensa
La Plaza de la Libertad de Prensa se ubica en la comuna de Santiago, justo en el centro del barrio Concha y Toro. En el cuadrante compuesto por las calles Erasmo Escala por el norte, Maturana por el oeste, Av. Brasil por el este y Alameda Libertador Bernardo O'Higgins por el sur.    
Al estar en pleno centro de la capital, cuenta con acceso mediante transporte público, como la estación de metro República, ubicada a solo dos cuadras del lugar.     

## Historia
En el año 1922, por iniciativa de Teresa Cazzote Alcalde, se comienza a construir el barrio Concha y Toro, el cual lleva por nombre el apellido de su difunto marido. La idea era plasmar mediante la arquitectura un diseño muy similar al europeo, con calles de adoquines, cortas y curvas que se entrecruzan entre sí. Todo eso en torno a una plaza con una fuente de agua en su centro y bancas a su alrededor, que en la época recibió el nombre "Du Pont".

### Origen del nombre
En el año 1993, la Asamblea General de Naciones Unidas proclama el día 3 de mayo como el "Día Mundial de la Libertad de Prensa", luego de las recomendaciones realizadas por la UNESCO en 1991.  Entre los días 2 y 6 de mayo de 1994 se llevó a cabo el seminario  sobre el desarrollo de los Medios de Comunicación y la Democracia en América Latina y el Caribe, organizado por la ONU, UNESCO, PNUD, en Chile. A raíz de este seminario, el mismo año 1994, el alcalde de la comuna de Santiago de la época, Jaime Ravinet, decide cambiar el nombre de la "Plaza Du Pont" a "Plaza de la Libertad de Prensa". 

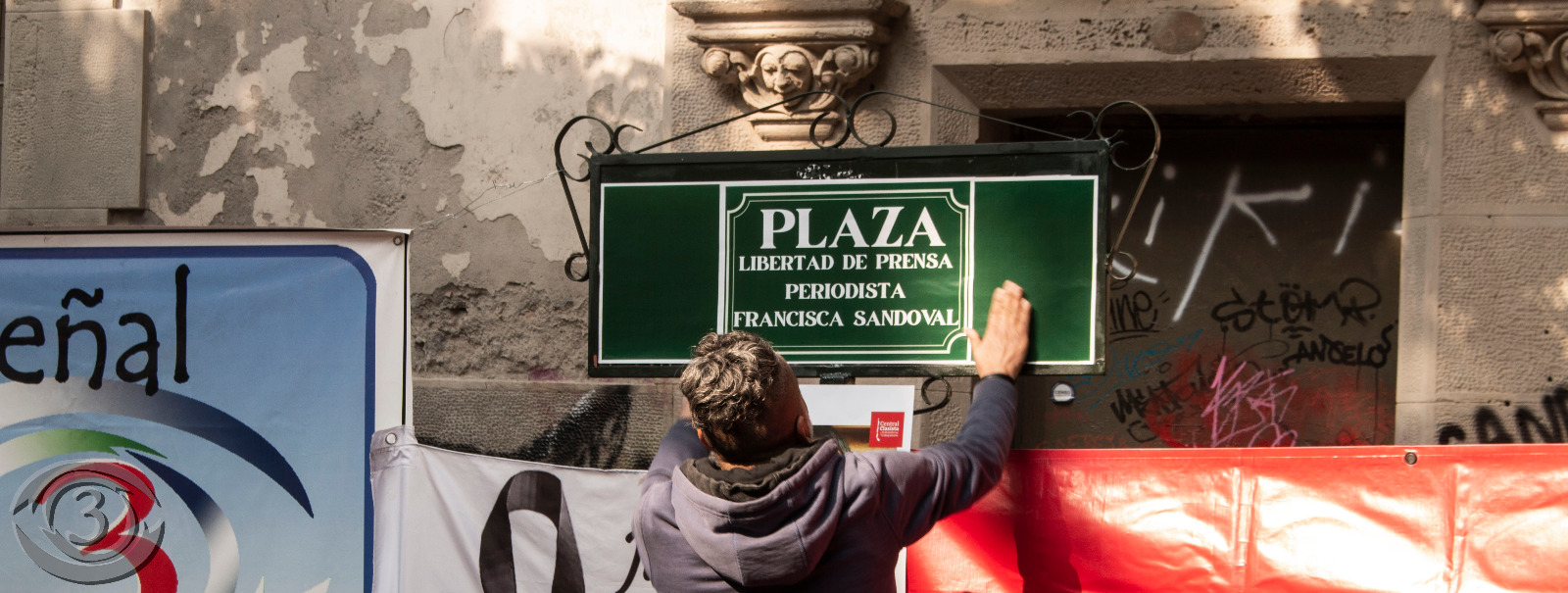

El 12 de mayo del 2024, la Central Clasista de Trabajadores (CCTT), junto al canal de televisión comunitario Señal 3 La Victoria y la familia de la periodista Francisca Sandoval Astudillo, realizaron el cambio de nombre simbólico a la plaza, nombrándola "Plaza de la Libertad de Prensa Francisca Sandoval Astudillo" en homenaje a la comunicadora social fallecida a raíz del impacto de una bala, el 1 de mayo del 2022, mientras reporteaba la marcha del Día Internacional del Trabajador y Trabajadora en el sector del Barrio Meiggs. 

### Monumento Histórico Nacional

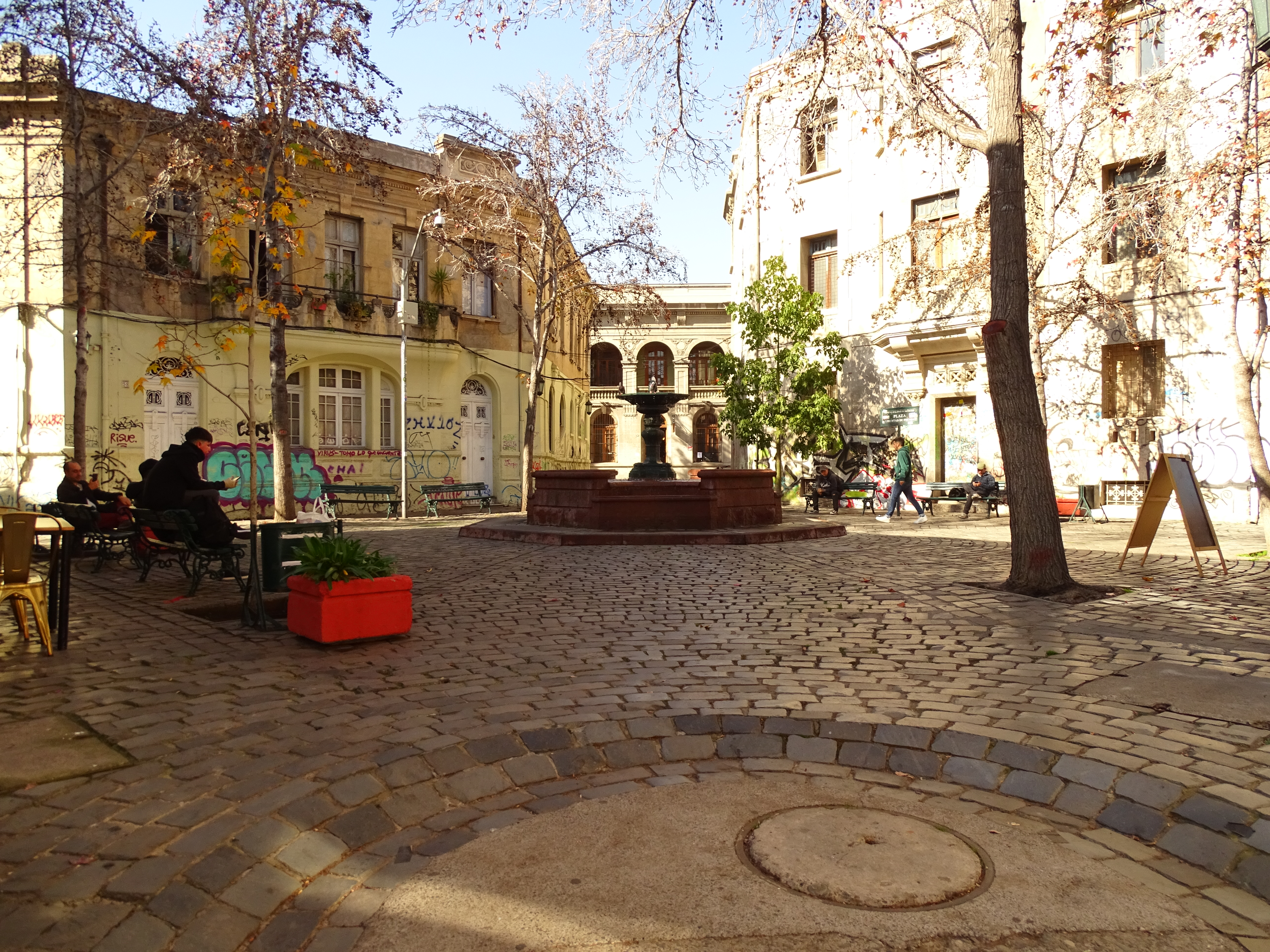

El barrio donde se encuentra la Plaza Libertad de Prensa, fue declarado Zona Típica, el viernes 19 de mayo de 1989, por el Decreto Supremo N°276. Quedando bajo la preservación del Consejo de Monumentos Nacionales. 

### Uso Actual
Actualmente, la plaza se utiliza como un espacio de convivencia, ya que cuenta con diversas cafeterías. Además, permite rendir homenaje a los periodistas fallecidos y funciona como un punto de encuentro. También es utilizada para ferias culturales, encuentros de fotógrafos y ha servido como escenografía en algunas películas.

## Características
La plaza cuenta con una forma circular, con calles de adoquines, una fuente de agua en su centro, banquitos alrededor de la fuente, algunos árboles alrededor y los diferentes edificios que aun mantienen su estilo ecléctico con elementos neogóticos, neoclásicos y barrocos. Estos últimos, fueron construidos por importantes arquitectos como Ricardo Larraín Bravo, Alberto Siegel, Alberto Álamos, Josué Smith Solar, entre otros.
Alrededor de la plaza podemos encontrar el restaurant Zully, ex casa del poeta Vicente Huidobro, el Teatro Carrera, el Palacio Elguín y el Palacio Concha. Muchas de estas viviendas fueron de familias aristócratas a principios del siglo XX. 